# François-Charles d'Autriche
Pour les autres membres de la famille, voir Maison de Habsbourg-Lorraine.
Titre
Prince héritier impérial d'Autriche
2 mars 1835 – 2 décembre 1848
(13 ans et 9 mois)
François-Charles Joseph, archiduc d'Autriche, né à Vienne le 7 décembre 1802 et mort dans la même ville le 8 mars 1878 est le troisième fils de l'empereur François Ier d'Autriche et de Marie-Thérèse de Bourbon, et le père de l'empereur François-Joseph.
Héritier du trône durant le règne de son frère l'empereur Ferdinand Ier, il renonce au trône en faveur de son fils aîné, après l'abdication de son frère à la suite de la révolution autrichienne.

## Biographie
Dixième enfant et troisième fils de l'empereur François II du Saint-Empire, il est troisième dans l'ordre de succession mais la mort de son frère Joseph-François en 1807 (la même année que leur mère) ainsi que le handicap de son frère aîné le Kronprinz Ferdinand laissent supposer qu'il puisse un jour devenir empereur, ainsi que l'envisagera le congrès de Vienne.
L'archiduc François-Charles naît dans une Autriche humiliée par la France révolutionnaire puis impériale. Il n'a que trois ans quand l'Autriche est vaincue à la bataille d'Austerlitz. L'impératrice a dû fuir la capitale avec ses enfants et trouver refuge en Hongrie. L'empereur François II se proclame empereur d'Autriche sous le nom de François Ier avant de devoir se résoudre à  dissoudre le séculaire Saint-Empire romain germanique. 
L'archiduc perd sa mère et son frère Joseph-François. Son père se remarie avec une charmante cousine qui adoptera avec ses beaux-enfants une attitude maternelle. En 1809, l'Autriche est de nouveau envahie par la France et ses alliés. Son frère benjamin Jean Népomucène meurt à l'âge de quatre ans. L'année suivante, sa sœur aînée Marie-Louise épouse « l'ogre corse », le « Krampus », l'ennemi Napoléon Ier, empereur des Français, roi d'Italie, protecteur de la Confédération Helvétique et de la confédération du Rhin. À huit ans, l'archiduc est donc le beau-frère de Napoléon Ier et à neuf l'oncle du roi de Rome, qu'il accueillera à Vienne avec toute la famille impériale après la chute de l'Empire français (le fils de Napoléon et de Marie-Louise portera alors le titre « duc de Reichstadt »).

### Mariage

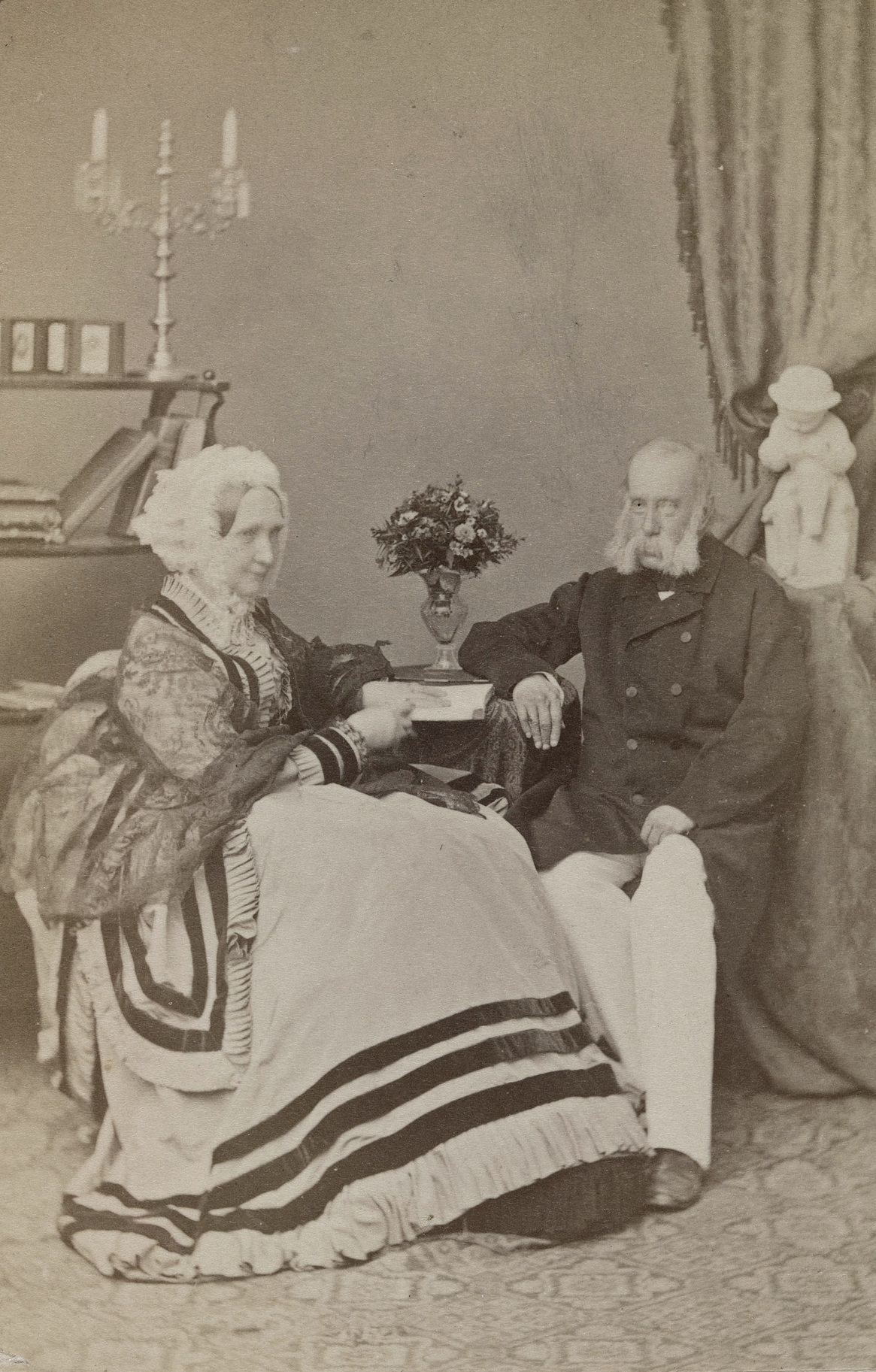
L'archiduc François-Charles et son épouse l'archiduchesse Sophie.

Si l'archiduc est peu brillant et d'un naturel effacé, son frère aîné le Kronprinz Ferdinand est visiblement handicapé mental. Le jugeant incapable de régner, son père songe à l'écarter de la succession. François-Charles devient l'héritier potentiel du trône. Dès le congrès de Vienne, le roi Maximilien Ier de Bavière, après avoir été le meilleur soutien de Napoléon en Allemagne, se rapproche de l'Autriche et envisage de marier sa fille Sophie, alors âgée de neuf ans, à l'archiduc qui en a douze. 
Les noces sont célébrées le 4 novembre 1824, à Vienne. La princesse Sophie, que cette union avec un être limité effrayait, s'entendit répondre par sa mère la reine Caroline : « Que voulez-vous, cela a été décidé au Congrès de Vienne ». Sophie compensera cette déception en s'intéressant à la politique. La jeune femme, qui n'a pas vingt ans, écrira à sa mère : « Je ne suis pas heureuse, je suis satisfaite ». 
Le caractère affirmé et l'énergie de la jeune archiduchesse, à qui son mari était tout dévoué, se heurtera à l'ambition du tout-puissant ministre Metternich. Celui-ci parvint à faire changer d'avis l'empereur François Ier sur sa succession et maria même en 1831 l'archiduc-héritier, âgé de 38 ans, à Marie-Anne de Sardaigne. Ce mariage, qui peut-être ne fut pas consommé, resta stérile, la Kronprinzessin, belle, digne, servant davantage d'infirmière que d'épouse à son mari. À la mort de l'empereur, Ferdinand monta sur le trône, laissant la totalité du pouvoir au chancelier Metternich, désormais tout-puissant. Humiliée, l'archiduchesse déposa ses ambitions déçues sur les épaules de son fils aîné François-Joseph, né en 1830, allant jusqu'à demander au chancelier dont elle reconnaissait la valeur de donner des cours à son fils.

### Renonciation au trône
En 1848, la révolution obligea la famille impériale à se réfugier à Prague. Metternich dut s'enfuir dans un panier à linge et l'archiduchesse Sophie, aidée par sa sœur, l'impératrice douairière, et sa belle-sœur l'impératrice Marie-Anne, amena sans trop de mal son époux à renoncer à ses droits en faveur de leur fils aîné François-Joseph qui n'avait que dix-huit ans. Après cet épisode qui le mit un court instant en lumière, l'archiduc retourna sans acrimonie à sa vie effacée.

## Descendance
Du mariage de l'archiduc avec la duchesse Sophie de Bavière sont issus :
- un enfant mort-né en 1827

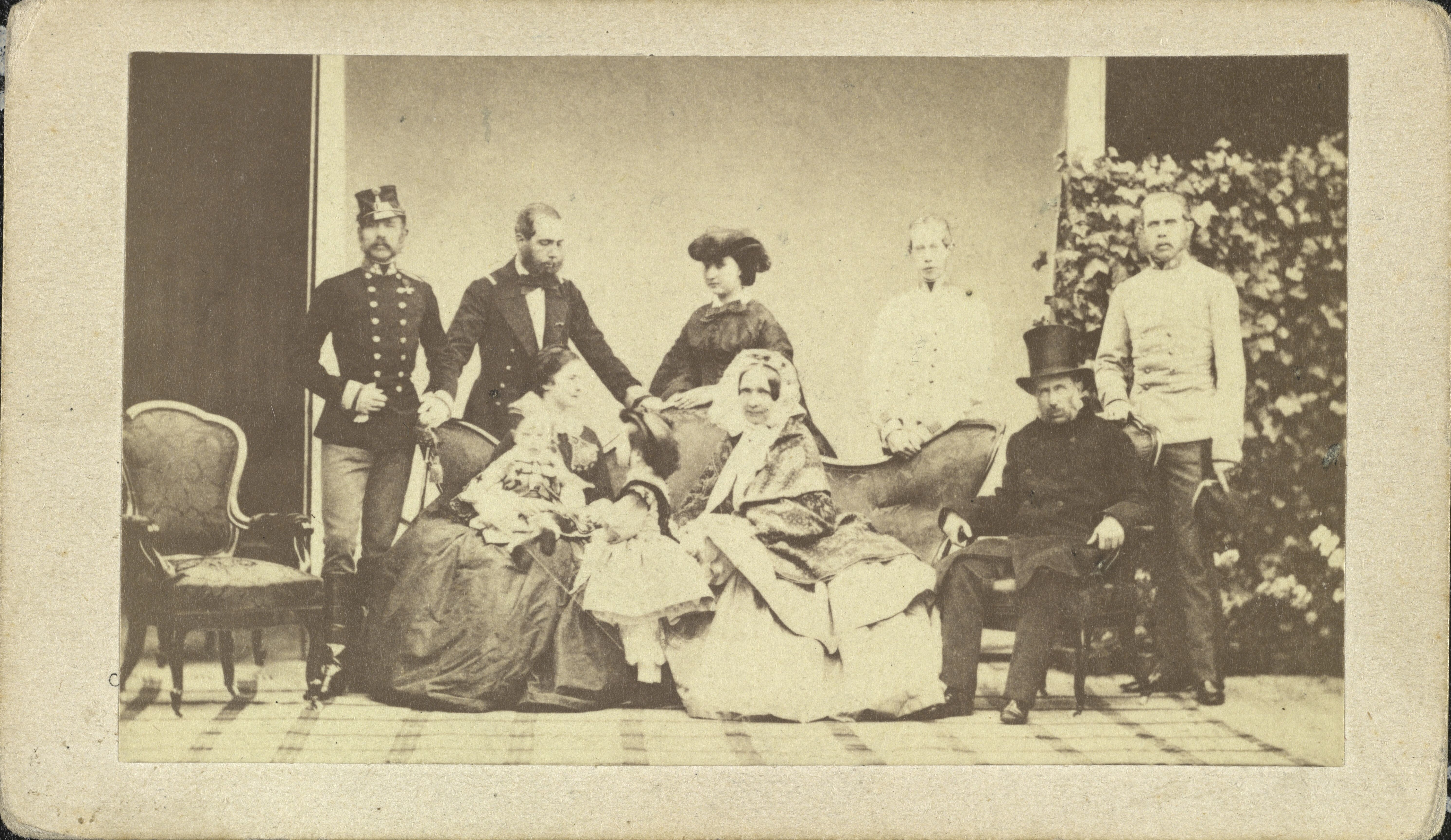
La famille impériale en 1861 : l'archiduc François-Charles assis à côté de sa femme et de sa belle-fille, l'impératrice Elisabeth avec le Kronprinz Rodolphe et l'archiduchesse Gisèle. Debout, l'empereur, l'archiduc « Max » et sa femme, les archiducs Louis-Victor et Charles-Louis.

- François-Joseph (1830-1916), empereur d'Autriche (et roi de Hongrie en 1867), épouse en[1854 Élisabeth en Bavière dite Sissi (1837-1898)
- Maximilien, empereur du Mexique en 1864 (1832-1867), épouse en 1857 Charlotte de Belgique (1840-1927)
- Charles-Louis (1833-1896), épouse en 1856 Marguerite de Saxe (1840-1858), puis en 1862 Marie-Annonciade des Deux-Siciles (1843-1871) puis en 1873 Marie-Thérèse de Bragance (1855-1944). Il est le père de l'archiduc héritier  François-Ferdinand dont l'assassinat a été le déclencheur de la Première Guerre mondiale et le grand-père de l'empereur Charles Ier
- Marie-Anne Caroline Pia (1835-1840)
- un fils mort-né en 1840
- Louis-Victor (1842-1919), sans alliance

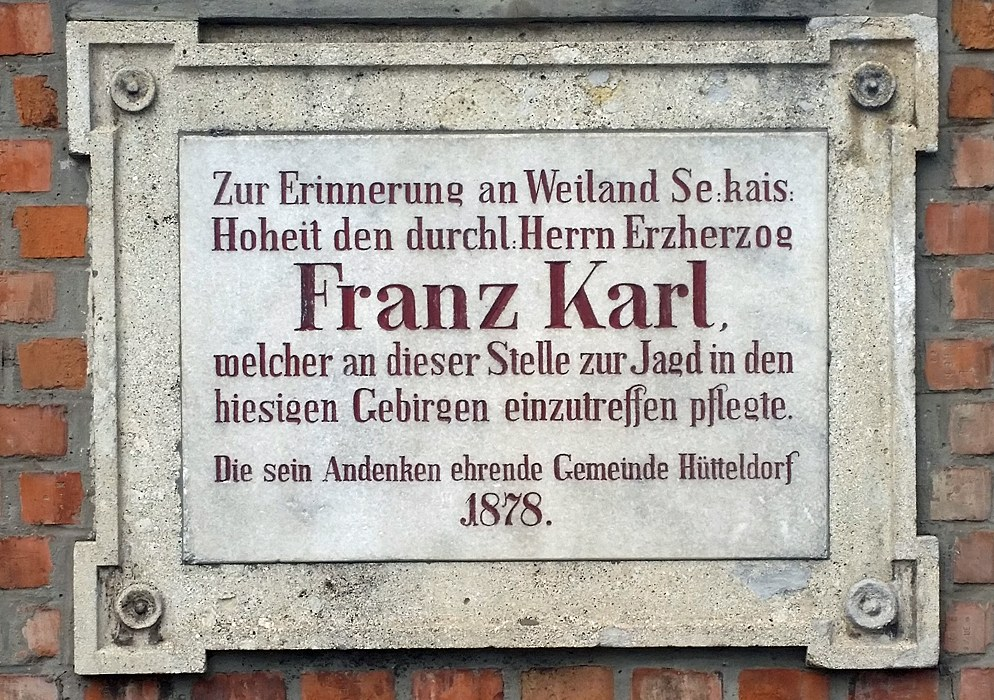
Plaque commémorative (Vienne).